# Tokugawa Ieharu
Tokugawa Ieharu (徳川家治) (20 iunie 1737 - 17 septembrie 1786) a fost al zecelea shogun din shogunatul Tokugawa din Japonia, care a ocupat funcția între 1760 și 1786.
Numele lui din copilărie a fost Takechiyo (竹千代).
Ieharu a murit în 1786 și i-a fost dat numele budist Sunmyoin și îngropat în Kan'ei-ji.

## Familie
- Tatăl: Tokugawa Ieshige
- Mama: Oko no Kata (d. 1728) mai târziu Shinshin'in
- Soție: Iso no Miya Tomoko (1738-1771)
- Concubine:
  - Omiyo no Kata
  - Ochiho no Kata (1737–1791), mai târziu Renkoin
  - Oshina no Kata (d. 1778), mai târziu Yoren-in
- Copii:
  - Chiyohime (1756–1757) născut de Tomoko
  - Manjuhime (1761–1773) (născut de Tomoko dar după ce a murit a fost adoptat de concubina lui Ieharu, Omaki no Kata)
  - Tokugawa Takechiyo, mai târziu Tokugawa Iemoto (1762–1779), născut de Ochiho no Kata
  - Tokugawa Teijiro (1762–1763), născut de Oshina no Kata
- Copii adoptați:
  - Tokugawa Ienari
  - Tanehime (1765–1794), fiica lui Tokugawa Munetake și căsătorită cu Tokugawa Harutomi din Kishū Domain

## Evenimentele din bakufu-ul lui Ieharu
- Tenmei Gannen (天明元年) sau Tenmei 1 (1781): Noul nume al erei Tenmei (care înseamnă "Zori de zi") a fost creat pentru a marca urcarea la tron a împăratului Kōkaku. Era precedentă se sfârșise iar cea nouă a început în An'ei 11, în a doua zi a celei de a patra luni. Conform Nihon Ōdai Ichiran, Ieharu a fost numit Udaijin (Ministrul Dreptății) al împăratului Kugyō, ceea ce era destul de rar și considerat o mare favoare.
- Tenmei 2 (1782): a început Marea Foamete Tenmei.
- Tenmei 2 (1782): O analiză a monedelor de argint în China și Japonia "Sin sen sen pou (Sin tchuan phou)" a fost prezentată împăratului de Kutsuki Masatsuna (1750-1802), numit și Kutsuki Oki-no kami Minamoto-no Masatsuna, descendent daimyo al lui Oki și Ōmi cu proprietăți în Tanba și Fukuchiyama.
- Tenmei 3 (1783): Muntele Asama (浅間山, Asama-yama) a erupt în Shinano, una dintre cele mai vechi provincii din Japonia. Articolul publicat de japonologistul Isaac Titsingh despre erupția din Asama-yama a fost primul de acest tip din Vest (1820)[1]. Devastările vulcanului fac ca Marea Foamete Tenmei să fie și mai îngrozitoare.
- Tenmei 4 (1784): sunt celebrări în toată țara dedicate lui Kūkai (cunoscut și ca Kōbō-Daishi, fondator al budismului Shingon) care murise cu 950 de ani în urmă[2].
- Tenmei 4 (1784): fiul consilierului-șef al shogunului a fost asasinat în Castelul Edo. Tânărul wakadoshiyori, Tanuma Yamashiro-no-kami Okitomo, a fost fiul wakadoshiyori-ului senior Tanuma Tonomo-no-kami Okitsugu. Tânărul Tanuma a fost omorât in fața tatălui său când cei doi se întorceau spre norimono după ce s-a terminat o întâlnire cu consilierii de stat. A fost suspectată implicarea a unor figuri importante din bakufu; totuși, nimeni, în afară de asasin, nu a fost condamnat. Reforme liberale, inițiate de Tanuma în interiorul bakufu și relaxarea regulilor strice din sakoku au fost blocate ca urmare a acestei asasinări[3].
- Tenmei 6, în a opta și a noua zi a lunii (17 septembrie 1786): Moartea lui Tokugawa Ieharu. Este înmormântat la Edo[2].
- Tenmei 7 (1787): Kutsuki Masatsuna publică "Seiyō senpu" (Note despre sistemul monetar vestic), cu plăci ce arată monede europene și coloniale.

## Epocile bakufu-lui lui Ieharu
Anii în care Ieharu a fost shogun sunt identificate prin mai mult de o erăsau nengō.
- Hōreki (1751–1764)
- Meiwa (1764–1772)
- An'ei (1772–1781)
- Tenmei (1781–1789)